# Сигизмунд Август Мекленбургский
Сигизмунд Август Мекленбургский (нем. Sigismund August von Mecklenburg; 11 ноября 1560, Шверин — 5 сентября 1600, Ивенак) — герцог Мекленбургский.

## Биография
Сигизмунд Август — младший сын герцога Иоганна Альбрехта I Мекленбургского и его супруги Анны Софии Прусской. Получил имена в честь польского короля Сигизмунда II Августа. За свой «дурной» нрав отец в завещании исключил его из наследников, но взамен назначил ему пансион в размере 6 тыс. гульденов в год и права пользования амтами и городами Стрелиц, Миров и Ивенак, которыми он завладел в результате секуляризации монастырей. Этим установлением в Мекленбурге вводилась примогенитура. Брат Сигизмунда Августа Иоганн наследовал умершему отцу в 1576 году. Дядя герцог Ульрих Мекленбургский был назначен Сизигмунду Августу в опекуны и подписал от его имени в 1577 году Формулу согласия и в 1580 году — Книгу согласия.
После смерти брата Иоганна VII 22 марта 1592 года Сигизмунд Август вместе с герцогом Ульрихом стал опекуном малолетних сыновей Иоганна: Адольфа Фридриха I и Иоганна Альбрехта II. В 1593 году герцог Сигизмунд Август женился на Кларе Марии Померанской, дочери Богуслава XIII. Детей в браке не было. По возвращении из поездки на воды в Карлсбад Сигизмунд Август умер в своей резиденции в Ивенаке и был похоронен в Шверинском соборе. Вдова Сигизмунда Августа Клара Мария впоследствии вышла замуж за герцога Августа II Брауншвейг-Вольфенбюттельского.